# أمينة ديمير
أمينة دمير (بالتركية: Emine Demir)‏ هي لاعبة كرة قدم تركية، ولدت في 11 نوفمبر 1993. شاركت مع منتخب تركيا تحت 17 سنة للسيدات لكرة القدم ‏ ومنتخب تركيا تحت 19 سنة لكرة القدم للسيدات ومنتخب تركيا لكرة القدم للسيدات. أما مع النوادي، فقد لعبت مع Adana İdman Yurdu ‏.

## وصلات خارجية
- أمينة دمير على موقع الاتحاد الأوربي (الإنجليزية)